# Acentrogobius janthinopterus
Acentrogobius janthinopterus là một loài cá biển-nước lợ thuộc chi Acentrogobius trong họ Cá bống trắng. Loài này được mô tả lần đầu tiên vào năm 1853.

## Từ nguyên
Từ định danh janthinopterus được ghép bởi hai âm tiết trong tiếng Hy Lạp cổ đại: íanthos (ἴανθος; "tím") và pterón (πτερόν; "vây, cánh"), hàm ý đề cập đến màu vây của loài cá này.

## Phân bố và môi trường sống
A. janthinopterus có phân bố rộng khắp vùng Đông Ấn - Tây Thái Dương, từ quần đảo Andaman và đảo Sumatra trải dài về phía đông đến Palau và New Guinea, giới hạn phía bắc đến quần đảo Ryukyu và phía nam đến bờ bắc Úc.
A. janthinopterus thường sống ở vùng nước lợ của cửa sông, rừng ngập mặn, vùng biển gần bờ, trên nền đáy cát hoặc bùn, độ sâu đến ít nhất là 10 m.

## Mô tả
Chiều dài lớn nhất được ghi nhận ở A. janthinopterus là 12,5 cm. Đầu và thân có màu xám nâu nhạt, lốm đốm nâu trên lưng. Giữa thân có hàng gồm 5 đốm nâu (hoặc là các cụm đốm nhỏ hơn). Vây đuôi có các đốm xanh óng và dải màu sẫm gần rìa. Gai vây lưng đầu tiên vươn dài thành sợi ở con đực.
Số gai vây lưng: 6–7; Số tia vây lưng: 10; Số gai vây hậu môn: 1; Số tia vây hậu môn: 8.